# Husův sbor (Pardubice)
Husův sbor v Pardubicích je sbor (kostel) Církve československé husitské. Postaven byl roku 1928. 

## Vznik sboru
Náboženská obec Církve československé vznikla v Pardubicích na počátku roku 1921. Nejprve se věřící scházeli v zámecké kapli pardubického zámku, následně v sále Národního domu (později kino JAS). Ten kapacitně nedostačoval, a tak místní náboženská obec započala své snažení o výstavbu vlastního sboru. V roce 1924 zakoupila pozemek na Olšinkách a vypsala architektonickou soutěž. Tu vyhrál architekt Ferdinand Potůček. V červnu 1926 byl slavnostně položen základní kámen přivezený z Kunětické hory a 27. května 1928 byla budova sboru slavnostně otevřena. Od té doby slouží nepřetržitě místní náboženské obci. Zajímavostí je, že první bohoslužba byla sloužena v rozestavěném sboru již v září 1927.

## Popis stavby
Pardubický Husův sbor je dvoukřídlá dvoupatrová budova postavená na nároží městského bloku (ulice Jiráskovy a U Husova sboru). Ve srazu křídel je doplněna čtvrtkruhovým portikem a polokruhovou schodišťovou věží. Na ní jsou umístěny nápisy Pravda vítězí (pod střechou) a Husův sbor. Věž je zakončena kalichem s dvojramenným křížem, symbolem církve.
V pravém křídle se v druhém nadzemním patře nachází bohoslužebný sál, doplněný kruchtou, na níž jsou umístěny také varhany. V prvním nadzemním patře pravého křídla se nachází divadelní sál, který je dnes (2022) využíván jako prodejna sportovního náčiní. Od 50. do 80. let byly prostory Husova sboru využívány i Východočeským divadlem Pardubice a Východočeským státním komorním orchestrem. Levé křídlo pak obsahuje bytové jednotky (pro faráře a správce sboru) a administrativní místnosti. 
Sbor je od roku 1958 památkově chráněn jako zdařilá ukázka modernistické architektury a tvoří společně s protilehlou sokolovnou urbanistické dominanty náměstí (dříve zvaného Lernetovo, dnes bez názvu). 

## Varhany
Varhany přibyly do sboru na jeho kruchtu kolem roku 1930, postavila je firma Jana Tučka z Kutné Hory. Poté, co tyto varhany dosloužily, byl pardubický Husův sbor bez klasických varhan až do roku 2008, kdy byly na kruchtu instalovány varhany převezené ze zrušené nemocniční kaple v německé Štrubině, vyrobené v roce 1965.